# Браун, Малкольм
Малкольм Браун (англ. Malcolm Browne; 17 апреля 1931 года — 27 августа 2012 года) — американский журналист, бо́льшую часть своей карьеры проработавший в The New York Times. В 1963 году он сделал снимок акта самосожжения буддистского монаха Тхить Куанг Дыка, вызвавший широкий общественный резонанс. Призёр международного конкурса фотожурналистов «World Press Photo of the Year» 1963 года, лауреат Пулитцеровской премии за международный репортаж 1964 года.

## Биография
Малкольм Браун родился в 1931 году в Гринвич-Виллидж в квакерско-католической семье. Родители отправили сына в Семинарию друзей, окончив которую, он поступил на факультет химии в Суортмор-колледж, позднее — Университет Нью-Йорка. В 1951—1956 годах Браун служил по специальности в консалтинговой компании. Так, он принимал участие в разработке аналога натуральной жевательной резинки и анализировал европейскую химическую промышленность.
В 1956 году Брауна мобилизовали и отправили на Корейской войну, где он некоторое время служил в танковой дивизии. Вскоре юноша присоединился к армейской газете Stars and Stripes. По словам корреспондента, инициатива о переводе исходила не от него, а от военного руководства. Тем не менее по окончании службы в 1958 году он решил продолжить журналистскую карьеру, освещая для издания события на Тайване и в Японии. В 1959 году по заданию редакции он отправился на Кубу, где запечатлел перемены после прихода к власти Фиделя Кастро. Когда через год репортёр вернулся в Соединённые штаты, он устроился в бюро Associated Press в Балтиморе. Уже в 1961 году Браун стал начальником отделения информационного агентства в Сайгоне. Он скептически относился к попыткам правительства США поддержать власти страны и своими провокационными материалами, разоблачающими недобросовестных местных политиков, неоднократно привлекал внимание общественности. В 1963 году он запечатлел буддийского монаха Тхить Куанг Дыка, который публично поджёг себя в знак протеста против правительства страны. Ряд газет, включая The Times, отказался публиковать травмирующее изображение, но оно было растиражировано и вызвало широкий резонанс. Республиканский сенатор Генри Кэбот Лодж отмечал, что работа Брауна помогла донести до высокопоставленных американских политиков реальное положение дел в стране. Предположительно, именно этот снимок побудил президента Джона Кеннеди отдать приказ о переоценке политики его администрации во Вьетнаме. Позднее он отмечал, что «ни один новостной снимок в истории не вызывал столько эмоций, как этот».
За репортажи о ходе Вьетнамской войны, включая материалы об убийстве Нго Динь Зьема, Малкольм Браун разделил Пулитцеровскую премию за международный репортаж 1964 года с Дэвидом Халберстамом из The New York Times. На следующий год Браун устроился в ABC News, затем некоторое время работал фрилансером и проходил стажировку в Совете по международным отношениям в Нью-Йорке. К 1968 году он присоединился к штату New York Times. Вскоре редакция снова отправила журналиста во Вьетнам, где он неоднократно разоблачал необоснованность заявлений правительства Сайгона о военных успехах. Кроме того, в разные годы репортёр работал в Аргентине, Боснии и Пакистане, освещал войну в Персидском заливе.
С 1970-х годов Браун сосредоточился на научной журналистике, чему способствовал его опыт работы химиком. Он описал ряд общественно значимых тем: химическое оружие, экологические последствия «крушения шаттла „Челленджер“», программы по утилизации отходов в Антарктиде, разработку синтетических частей тела. В начале следующего десятилетия Браун некоторое время работал в журнале Discover, но к 1985 году снова вернулся в New York Times, где продолжил писать о науке. В 1993 году Браун издал автобиографию с воспоминаниями о полевой службе «Грязные ботинки и красные носки» (англ. Muddy Boots and Red Socks). После выхода на пенсию в 2000 году журналист переехал в Вермонт и выпустил эссе о своей журналистской карьере для Times. В это же время у него была диагностирована болезнь Паркинсона, через двенадцать лет он скончался в госпитале Нью-Гемпшира.

## Фильмография
- 1965 — Шоу Майка Дугласа[англ.] // The Mike Douglas Show
- 1966 — ABC Scope[англ.] — эпизод Vietnam Report: The Long Pull Ahead
- 1995 — Vietnam: Coming to Terms
- 1999 — Biography of the Millennium: 100 People — 1000 Years
- 2002 — Science Times — эпизод Jam Science
- 2016 — Dateline: Saigon
- 2017 — Война во Вьетнаме[англ.] // The Vietnam War — эпизод Riding the Tiger (1961—1963)
- 2019 — Апокалипсис: Война миров 1945-1991 // Apocalypse La Guerre Des Mondes 1945—1991 — эпизод The Abyss (1963—1991)

## Семья и личная жизнь
Малкольм Браун являлся дальним родственником английского писателя Оскара Уайльда, его дедушка приходился литератору двоюродным братом. Мать журналиста исповедовала пацифистские взгляды и относилась к общине квакеров, отец — работал архитектором и исповедовал католицизм.
Корреспондент был трижды женат, со своей третьей супругой он познакомился в 1961 году во время её работы в министерстве информации правительства Сайгона. Пара поженилась спустя пять лет, в их браке родилось двое детей.

## Награды
- Награда World Press за лучшую новостную фотографию (1963)[9];
- Пулитцеровская премия за международный репортаж (1964)[9];
- Награда Грэйди-Стэка[англ.] от Американского химического общества за популяризацию химии (1992)[12];
- Премия Джорджа Полка[12];
- Премия Клуба зарубежных корреспондентов[англ.][12];
- Почётное членство в Обществе почётных научных исследований «Сигма, Хи»[англ.] (2002)[12].